# 木上駅
木上駅（きのええき）は、熊本県球磨郡錦町大字木上にあるくま川鉄道湯前線の駅。駅番号は6。

## 歴史
- 1953年（昭和28年）7月15日：日本国有鉄道の駅として開業[1]。
- 1987年（昭和62年）4月1日：国鉄分割民営化に伴い九州旅客鉄道（JR九州）の駅となる[1]。
- 1989年（平成元年）10月1日：第3セクター転換により、くま川鉄道の駅となる[1]。
- 2008年（平成20年）5月23日：副名称「ツクシイバラの里・木上駅」を付与[2]。錦町がツクシイバラの自生地であることをPRする目的で付与された。
- 2014年（平成26年）12月19日：待合所及びプラットホームが登録有形文化財に登録[3]。

## 駅構造

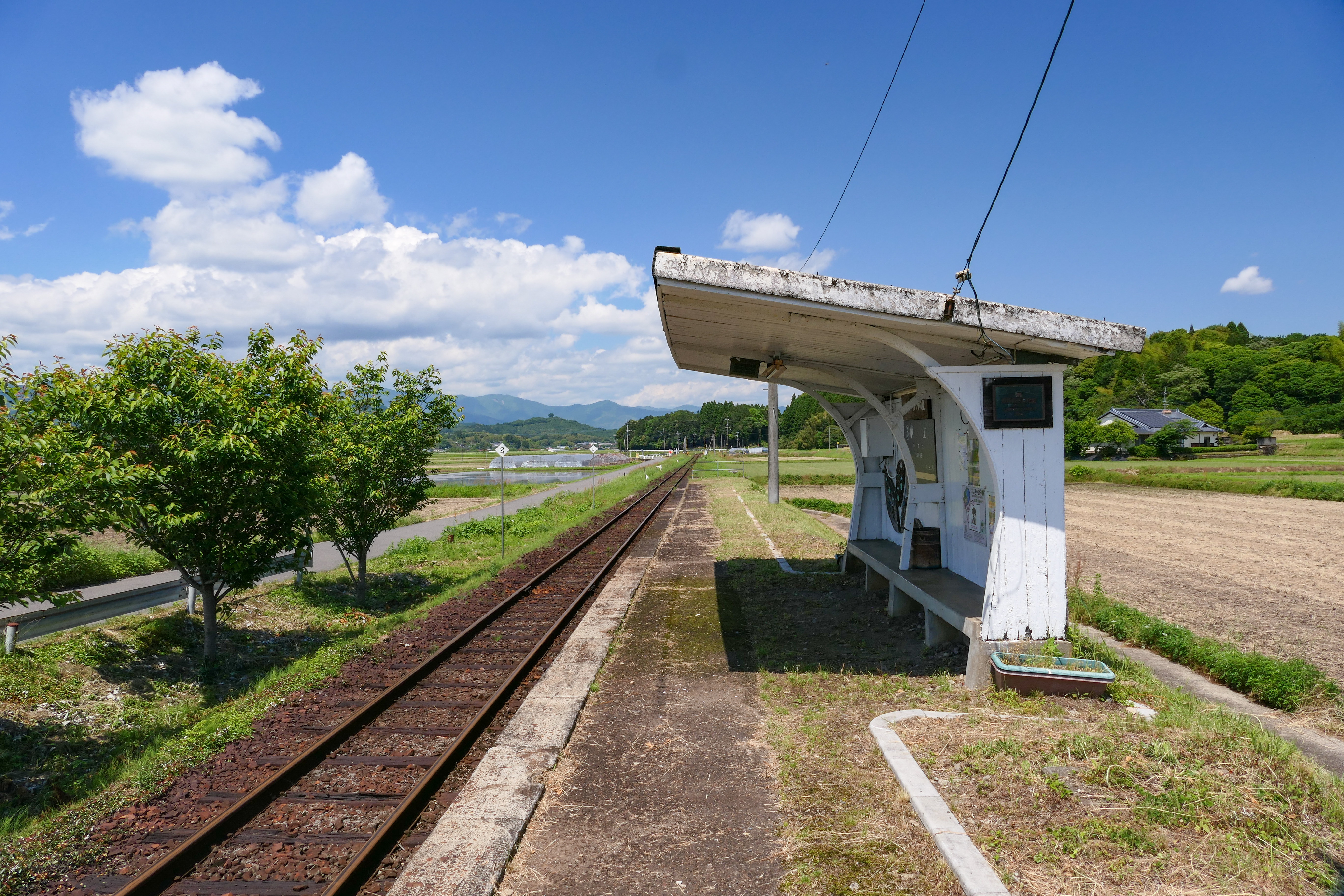
ホーム（2023年5月）

単式1面1線で4両が停車できる短いホームを持つ地上駅である。無人駅で簡素な待合室のみで、トイレは設置されていない。

## 利用状況
1日の平均乗降人員は以下の通りである。
| 1日乗降人員推移 | 1日乗降人員推移 |
| 年度            | 1日平均人数     |
| --------------- | --------------- |
| 2011年          | 14              |
| 2012年          | 14              |
| 2013年          | 17              |
| 2014年          | 9               |
| 2015年          | 16              |
| 2016年          | 16              |
| 2017年          | 14              |
| 2018年          | 11              |

## 駅周辺
周辺は田園地帯で、民家は南側に点在している。
- 国道219号 - 南へ約1kmの丘の上にある。国道上には産交バスの下乙バス停などがある。
- 宣徳寺
- 球磨川

## 隣の駅
くま川鉄道
■湯前線
一武駅（5） - 木上駅（6） - おかどめ幸福駅（7）